# Vardi
Vardi este o arie protejată (arie specială de conservare — SAC, sit de importanță comunitară — SCI) din Estonia întinsă pe o suprafață de 682,2 ha, integral pe uscat.

## Localizare
Centrul sitului Vardi este situat la coordonatele 59°00′28″N 24°27′22″E / 59.0079°N 24.4561°E.

## Înființare
Situl Vardi a fost declarat sit de importanță comunitară în aprilie 2004 pentru a proteja un număr necunoscut de specii din flora spontană și fauna sălbatică aflate în arealul zonei. Situl a fost protejat și ca arie specială de conservare în mai 2007.

## Biodiversitate
Situată în ecoregiunea boreală, aria protejată conține 4 habitate naturale: Pajiști din zone de pădure fino-scandinave, Taiga vestică, Păduri caducifoliate bătrâne naturale hemiboreale fino-scandinave (Quercus, Tilia, Acer, Fraxinus sau Ulmus) bogate în specii epifite, Păduri fino-scandinave bogate în ierburi cu Picea abies.
La baza desemnării sitului se află un număr nedeclarat de specii protejate.
Pe lângă speciile protejate, pe teritoriul sitului au mai fost identificate 2 specii de plante.